# Distretto di Antsalova
Il distretto di Antsalova è un distretto del Madagascar situato nella regione di Melaky. Ha per capoluogo la città di Antsalova.
La popolazione del distretto è di 55 280 abitanti (censimento 2011).